# Bogdanuša
Bogdanuša (Bogdanuša bijela, Bogdanuša mala, na mjesnim hvarskim narječjima: bojdanuša) je bijela autohtona hrvatska sorta vinove loze koja se uzgaja uglavnom na Hvaru, gdje je i nastala. Predaja kaže da se ovo vino zbog izuzetne kvalitete pilo isključivo za vjerske praznike što je i razlog naziva Bogdanuša.
Vino je zlatno žute boje, suho i okusa poput šerija, s više od 13% alkohola. 
Zbog svoje dokazane kakvoće, pilo se i na bečkom dvoru.

## Vanjske poveznice
- Mali podrum  Arhivirana inačica izvorne stranice od 28. rujna 2007. (Wayback Machine) - Bogdanuša; hrvatska vina i proizvođači